# Campotéjar
Campotéjar ist eine Gemeinde in der Provinz Granada im Südosten Spaniens mit 1.245 Einwohnern (Stand: 2024). Die Gemeinde liegt in der Comarca Los Montes.

## Geografie
Die Gemeinde liegt im Norden der Provinz und grenzt an Iznalloz, Montejícar und Noalejo.

## Geschichte
Campotéjar wurde 1486 im Zuge der Reconquista von den Christen erobert und wurde später die Hauptstadt einer Markgrafschaft. Heute befinden sich noch Überreste einer maurischen Burg in der Gemeinde.